# 루시엔

루시엔 티누비엘(Lúthien Tinúviel) ['lu:θiɛ̯n ti'nu : viɛ̯l]은 영국 작가 J. R. R. 톨킨이 집필한 소설 실마릴리온의 등장인물이다. 싱골과 멜리안의 딸이며 실마릴리온, 베렌과 루시엔, 가운데땅의 역사서에 등장한다. 소설 반지의 제왕에서 짧게 언급되며, 실사영화 시리즈에서 아라고른이 프로도에게 들려주는 이야기에서 등장한다.

## 캐릭터 개요
루시엔은 신다르 왕녀이며, 도리아스 왕인 싱골과 마이아 멜리안의 유일한 자녀이다. 베렌과 루시엔의 무용담은 고대의 위대한 이야기 중 하나이며, 실마릴리온의 한 챕터가 그들의 이야기일만큼 중요하게 여겨진다. 루시엔의 이야기는 그녀의 후손에게 대대로 전해졌으며, 태양의 시대 제 3시대까지도 아라곤을 비롯한 중간계의 많은 사람들에게 칭송받았다. 루시엔의 후손으로는 디오르 엘루킬, 엘윙, 엘론드와 아르웬, 누메노르 왕가와 그 후손인 아라고른 등이 있다. 갈라드리엘은 루시엔의 오촌으로, 갈라드리엘의 어머니인 에아르웬이 싱골의 동생인 올웨의 딸이기 때문이다.
루시엔은 가운데땅과 서녘의 땅을 통틀어 비신성적인 존재 중 가장 고귀한 존재로 여겨지는 인물이다. 그 이유는 루시엔이 영적 존재인 마이아의 혈통을 직접 받은 유일한 인물이기 때문인데, 아르다의 모든 역사를 통틀어 이러한 사례는 루시엔이 유일무이했다.
또한 루시엔은 일루바타르의 자손중 가장 아름답다고 묘사되며, 당대의 자손들 중 가장 아름다웠을 뿐만 아니라 모든 시대를 통틀어 가장 아름다웠다는 찬사를 받았다. 그녀의 어머니 멜리안의 아름다움은 맑은 대낮과도 같았으며, 루시엔의 아름다움은 봄날의 새벽 하늘 아래 반짝이는 별들보다 아름다웠다고 한다. 그녀의 피부는 명멸하는 은처럼 빛났으며, 머리카락은 그림자가 얹힌 듯 검고 길었고, 맑은 저녁하늘에 떠 있는 별빛이 반짝이는 것 같은 어두운 회색의 눈을 가졌다고 묘사된다. 베렌과의 첫 만남에서 푸른 옷을 입었기 때문에 많은 삽화에서 푸른 옷을 입은 걸로 표현된다.
능력도 매우 뛰어나며 강력한 마법을 사용할 수 있었다. 싱골이 루시엔을 나무 위의 집에 가뒀을 때 마법을 사용해 탈출했으며, 이외에도 잠을 재우는 마법으로 앙그반드 전체를 잠재운 전적이 있다.

## 어원
루시엔이라는 이름은 신다린의 벨레리안드식 방언에서 "꽃의 딸" 또는 "꽃"으로 번역된다. 티누비엘은 베렌이 지어준 이름으로 "별이 빛나는 황혼의 딸" 또는 "나이팅게일"을 의미한다. 베렌과 처음 만났을 때 노래를 부르고 있었는데, 그 모습이 나이팅게일 같아서 붙여진 이름이다.

## 작중 행적

### 배경 정보
루시엔은 아버지 싱골과 어머니 마이아 멜리안 사이에서 태어난 마이아의 혈통이 흐르는 왕족이다. 회색연대기에 따르면 나무의 시대 1200년에 태어났으며 태어났을 때 별처럼 빛나는 새하얀 니프레딜 꽃이 넬도레스 숲에서 처음으로 피어났다.
베렌과 루시엔의 첫 만남은 도리아스의 보호 구역 안에 있는 숲에서 이루어졌다. 도리아스는 루시엔의 어머니인 멜리안이 만들어낸 안개장막으로 보호되고 있었으며, 싱골과 멜리안의 허락 없이는 접근하는 것 조차 불가능했지만 진정으로 위대한 운명을 지닌 베렌에게는 소용이 없었다.
루시엔은 도리아스의 최초이자 가장 강력한 요정 왕인 싱골의 유일한 딸일뿐만 아니라 신적 존재인 마이아 멜리안의 딸이었기 때문에 모든 요정 중 가장 고귀한 존재로 여겨졌다. 반면 베렌은 귀한 신분이었으나 어둠의 군주 모르고스에게서 도망쳐 온 추방자 신세였다. 또한 루시엔은 이미 아르다에서 수천 년 동안 살았지만 베렌은 보통의 인간처럼 젊었기 때문에 둘의 끝은 처음부터 정해져 있었다.

### 베렌과 루시엔의 만남
베렌이 도리아스에 처음 도달했을 때, 달빛이 내리는 숲에서 춤을 추는 루시엔을 보게 된다. 베렌은 루시엔을 처음 본 순간 사랑에 빠지게 되는데, 루시엔이 일루바타르의 모든 자손인 인간과 요정 중에서 가장 아름다웠기 때문이다. 베렌이 그림자 속에서 자신을 드러냈을 때, 루시엔의 소꿉친구이자 음유시인인 다이론은 베렌을 야생 동물이라고 생각해서 루시엔에게 도망치라고 소리친다. 하지만 두려운 상황을 겪어본 적이 없던 루시엔은 그 자리에서 굳어버린다.
베렌의 그림자를 본 루시엔은 빠르게 도망친다. 루시엔이 단풍에 숨을 때 베렌은 루시엔의 팔을 만졌고 루시엔은 그를 자신을 쫓는 동물이라 생각해 충격에 빠져 도망간다. 결국 베렌은 그녀의 사랑스러움에 매료되어 움직일 수가 없었다. 대신에 그는 루시엔을 나이팅게일을 의미하는 티누비엘(Tinúviel)이라고 부르길 갈망했다.
베렌은 그 이후로도 루시엔을 지켜보았다. 어느 날 여름에 루시엔이 수풀로 둘러싸인 녹색 언덕에서 노래를 부르며 춤을 추고 있을 때 그녀의 아름다운 목소리에 의해 마법에서 깨어난 베렌은 그림자 밖으로 나와 그녀에게 달려간다. 놀란 루시엔은 울며 도망치려 하지만 베렌이 그녀를 "티누비엘"이라고 부르자 루시엔이 베렌을 바라보고 둘은 운명적인 사랑에 빠지게 된다.
베렌은 루시엔에게 입을 맞추지만 루시엔은 어느새 사라지고, 그는 슬픔과 행복의 깊은 잠에 빠진다. 베렌이 절망에 빠져 그녀를 한번 더 보고자 모색했을 때, 루시엔이 그의 앞에 나타났고, 베렌이 루시엔의 손을 잡고 루시엔은 머리를 그에게 기댔다. 그때부터 그들은 비밀리에 만나 비밀스러운 관계를 가졌으며, 숲을 따라 손을 잡고 거닐며 행복하게 지냈다.

### 실마릴 퀘스트
그러나 기쁨은 지속되지 않았다. 루시엔을 사랑하고 있던 다이론이 베렌과의 만남을 싱골에게 보고하였기 때문이다.
멜리안이 베렌과 루시엔의 사랑에 대해서 남편에게 경고를 내렸지만, 싱골은 베렌에게 루시엔과의 교제를 허락하는 조건으로 불가능에 가까운 것을 제시하는데, 바로 모르고스의 강철 왕관에 박힌 실마릴을 가져오라는 것이었다. 싱골은 루시엔에게 베렌의 목숨을 해치지 않겠다고 약속했기 때문에 베렌을 죽이지는 않았다.

### 불길한 환영과 베렌의 투옥
베렌이 떠난 후에 루시엔은 도리아스에서 노래 부르는 것을 그만둔다. 어느 날 루시엔은 지옥 구덩이에서 고통받고 누워있는 베렌의 환영을 보게되고 불안함에 어머니 멜리안에게 조언을 구한다. 그녀는 베렌이 모르고스의 사악한 부관인 사우론의 지하감옥에 갇혔다고 말하며, 그곳은 탈출할 가망이 없는 곳임을 알린다. 이에 루시엔은 베렌을 구하기로 결심하고 그녀는 다이론에게 도움을 요청한다.
하지만 다이론은 루시엔의 계획을 싱골에게 일러바친다. 분노한 싱골은 넬도레스 숲에서 가장 키가 큰 너도밤나무 히릴로른의 높은 나뭇가지에 집을 짓고 루시엔을 가두어 버린다. 다이론은 자신의 행동에 대한 후회로 가득 차있었고, 루시엔은 그를 용서하고 탈출 계획을 세웠다. 루시엔은 마법의 힘을 사용해 머리를 기르고, 이로 망토와 밧줄을 만들어 간수들을 잠재우고 감옥에서 도망쳤다.
루시엔은 베렌을 구하러 가는 도중에 켈레고름을 만나게 된다. 루시엔의 아름다움에 반하게 된 켈레고름은 루시엔과 강제로 결혼하려는 음모를 꾸몄고, 도움을 요청하는 루시엔을 속여 방에 가두고, 다른 사람과 이야기하는 것을 금지했다.
발리노르의 사냥개이자 켈레고름의 사냥개였던 후안은 루시엔의 아름다움에 반해 주인을 배반하고 그녀를 풀어주었다. 후안은 살면서 세번 말할 수 있는 권한을 부여받았는데 처음으로 말을 하며 루시엔에게 조언을 해주었고, 함께 나르고스론드에서 탈출했다.
루시엔과 후안은 사우론의 본거지 톨 인 가우로스에 도착한다. 루시엔은 베렌을 부르며 마법의 힘이 실린 노래를 부른다. 이에 베렌은 자신이 환청을 듣는 것이라 생각하며 답가를 부른다. 그녀의 노래를 들은 사우론은 그녀를 붙잡아 모르고스에게 바치려고, 늑대를 보내 루시엔을 생포하려하지만 그때마다 후안이 늑대들을 죽였다. 늑대인간들의 왕 드라우글루인조차 후안의 상대가 되지 못했고, 죽기 직전 사우론에게 후안이 왔음을 알리고 사망한다.
후안이 세상에서 가장 강한 늑대에게 죽는다는 예언을 알고 있던 사우론은 끔찍한 늑대인간으로 변신한다. 이 모습이 몹시 공포스러워서 후안도 잠시 겁에 질리지만, 루시엔이 마법의 망토로 사우론을 졸음에 빠트린 틈을 타 사우론을 공격했다. 사우론은 다른 모습으로 변신해 저항했지만, 후안에게서 벗어날 수 없었다. 루시엔은 패배한 사우론에게 톨 인 가우로스의 통치권을 넘기라고 강요했다. 결국 사우론은 통치권을 넘기고 타우르 누 푸인으로 도망쳤다.
톨 인 가우로스에 갇혀있던 인질들을 풀어주고서 쓰러져 있던 베렌을 발견한 그녀는 베렌이 죽은 줄 알고 슬픔에 잠기게 된다. 하지만 해가 뜨자 베렌은 깨어났고 둘은 한동안 즐거운 생활을 한다. 후안은 그 후 주인 켈레고름에게로 돌아갔다.

### 켈레고름과 쿠루핀의 방해, 모르고스 앞에 당도한 루시엔
베렌은 루시엔에게 아버지에게 돌아가라고 간청했지만, 베렌과 함께 있고 싶었던 그녀는 거절했다. 그들이 막 포옹하려 할 때 나르고스론드에서 추방당한 켈레고름과 쿠루핀이 우연히 지나간다. 이들은 베렌을 죽이고 루시엔을 납치하려고 하지만 베렌의 영웅적인 도약으로 루시엔을 구할 수 있었다. 그들은 베렌과 죽이려 들었지만 후안이 루시엔 편에 서서 싸웠다. 이들을 죽이지 말라는 루시엔의 요청에 베렌은 이들을 놓아주었지만, 켈레고름과 쿠루핀이 도망치면서 쏜 화살로 인해 부상을 입는다. 루시엔이 베렌을 치료하였고 함께 도리아스 변방으로 돌아오지만, 베렌은 실마릴을 얻기 위해 그녀가 잠든 사이에 앙그반드로 향한다.
루시엔은 베렌이 떠난 것을 알고는 후안과 함께 베렌의 흔적을 쫓는다. 이 과정 중에 흡혈박쥐 수링웨실과 늑대인간 드라우글루인의 가죽을 뒤집어 써 변장했다. 루시엔과 후안은 베렌을 발견하고 그의 여정에 합류했다.
앙그반드에 도착한 뒤 거대늑대 카르카로스가 그들을 공격하려 하지만 루시엔이 마법으로 잠재워서 지나간다. 마침내 베렌과 루시엔은 그 어떤 요정이나 인간도 하지 못한 일을 하게 되는데, 바로 모르고스의 권좌에 도달한 것이었다. 모르고스가 루시엔의 변장을 궤뚫어 보았을 때, 루시엔은 자신을 소개하고 그를 위해 노래를 부르겠다고 했다. 그녀의 아름다움을 보고 사악한 욕망에 가득 찬 그는 이를 받아들였다. 루시엔은 노래를 불러 모르고스와 앙그반드 전체를 잠재우는 엄청난 능력을 선보인다. 모두가 잠들자 루시엔은 베렌을 깨웠고, 그는 모르고스의 왕관에서 실마릴 하나를 꺼냈다. 하지만 베렌에게는 다른 실마릴을 꺼낼 운명이 부여되지 않았기 때문에 하나를 더 꺼내려 하자 칼날이 부러져 모르고스를 깨우게 된다. 루시엔과 베렌은 성문으로 도망쳤고, 거기서 카르카로스가 그들을 공격했다. 베렌은 카르카로스의 얼굴에 실마릴을 들이댔지만 늑대는 베렌의 손을 물어뜯고 실마릴을 삼켜버린다. 카르카로스는 뱃속에서 불타는 실마릴 때문에 극심한 고통을 느끼며 도망친다. 루시엔이 치명상을 입은 베렌을 팔에 안고 절망에 빠졌을 때, 후안의 부름에 응답한 만웨의 독수리들이 그들을 하늘로 낚아채 도리아스 변방에 있는 안전한 곳으로 데려갔다.

### 도리아스로의 귀환과 베렌의 죽음
루시엔은 베렌의 곁에서 그를 치료했다. 그리고 함께 도리아스로 돌아가 싱골의 왕좌 앞에 섰다. 베렌은 싱골에게 모험은 완수되었고, 실마릴이 본인의 손에 쥐어져 있다고 말했다. 실마릴을 보여주라고 싱골이 말하자 베렌은 그에게 사라져버린 손목을 보여주었다. 이에 싱골의 마음이 누그러져 베렌과 루시엔의 결혼이 허락받게 된다.
한편, 카르카로스는 삼켜버린 실마릴에 의해 뱃속이 까맣게 불타버리자 고통에 몸부림치며 도리아스의 경계를 황폐화시킨다. 베렌과 싱골, 후안, 그리고 다른 요정들이 카르카로스를 상대하게 된다. 베렌은 늑대에게 상처를 입고, 후안은 늑대와의 고된 싸움 끝에 짐승을 죽였지만, 상처로 곧 죽는다. 베렌은 도리아스로 옮겨져 루시엔의 품에서 죽었다.

### 베렌을 위해 필멸의 몸이 되다

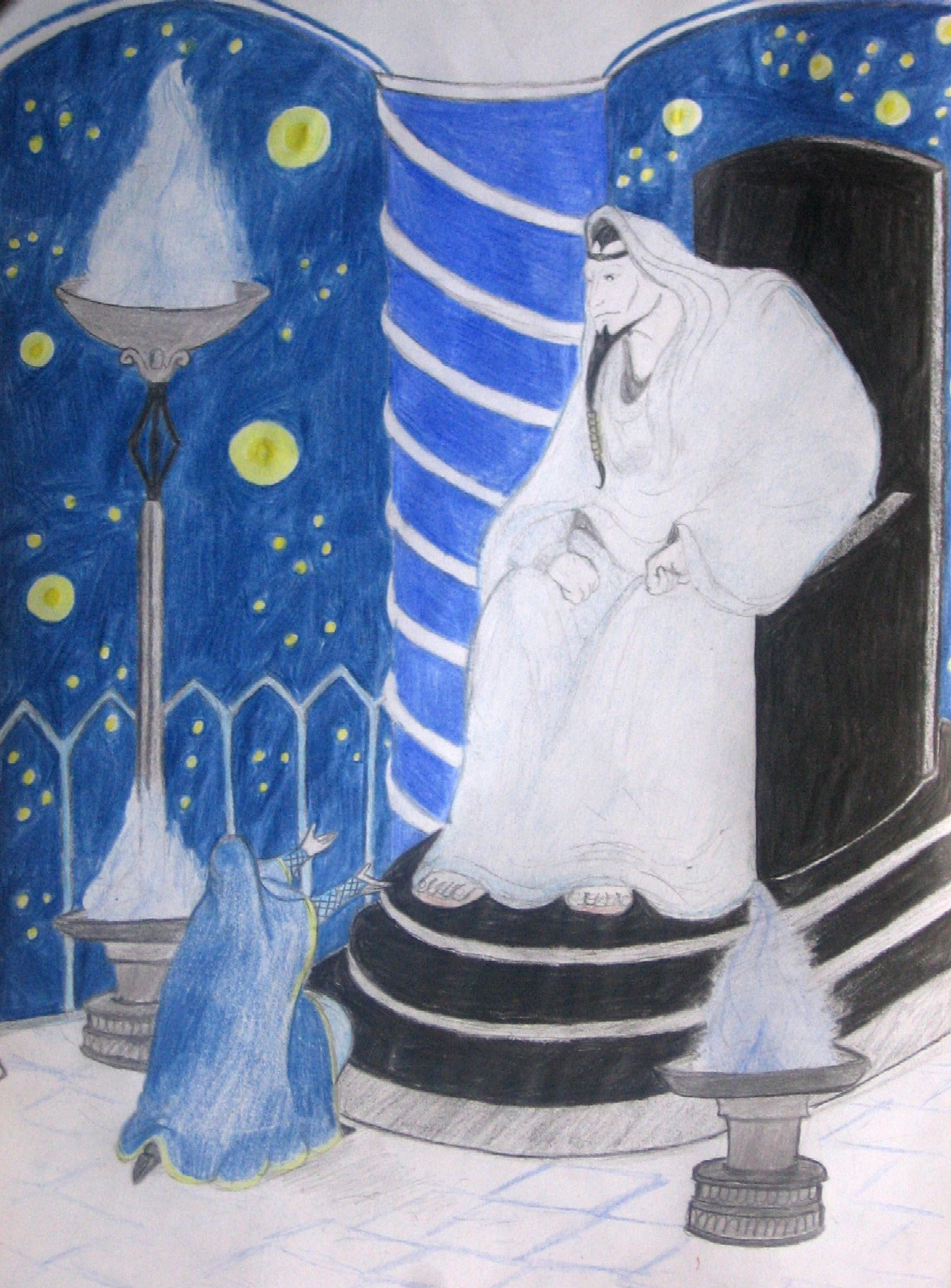
만도스에게 호소하는 루시엔

베렌이 죽자 루시엔은 크나큰 비탄에 잠겨서 죽고만다. 갑작스러운 딸의 죽음에 싱골 또한 크게 상심하여 쓰러지고 만다. 루시엔은 요정이었기 때문에 죽고나서 그 영혼은 만도스의 전당으로 떠나게 된다. 루시엔은 만도스의 왕좌 앞에서 요정과 인간 고난과 고통을 노래하여 탄원하였다. 이 때 루시엔의 노래는 아이눌린달레 이후에 가장 아름다운 노래였으며, 루시엔이 흘린 눈물은 바위에 떨어지는 빗물 같았다고 한다. 이에 처음으로 연민을 느낀 만도스는 죽은 자들의 집에서 베렌을 불러냈고, 마지막으로 바다 해변에서 베렌과 루시엔을 만나게 해주었다. 만도스는 발라의 왕 만웨와 상의했으나, 인간의 운명을 바꾸는 것은 일루바타르의 권능이었기 때문에 만웨도 손을 쓸 수 없었다. 그래서 그는 루시엔에게 두가지 선택지를 준다. 하나는 베렌과는 만날 수 없지만 모든 비탄과 슬픔을 잊고, 그녀의 종족과 발라들과 어울리며 영원한 행복을 누릴 수 있는 불멸의 땅 발리노르에서 살아가는 것, 또 하나는 베렌과 함께 가운데 땅으로 돌아갈 수는 있지만, 그녀 스스로 불멸의 삶을 포기하고 인간과 같은 필멸의 존재가 되는 것이었다. 루시엔은 베렌을 위해 모든 것을 포기하고 필멸의 존재가 되기로 결정한다. 이리하여 루시엔과 베렌은 아르다의 역사를 통틀어 유일하게 부활해 가운데땅으로 돌아온 인물들이 되었다.

### 부활과 죽음
부활한 루시엔과 베렌은 도리아스로 돌아가 싱골을 치유하였다. 이후에는 옷시리안드에서 함께 살다가 3년 뒤 외아들 디오르 엘루킬을 낳는다. 그들의 거주지는 '도르 피르니 기나르', 즉 '살아난 죽음의 땅'으로 알려져 있다.
몇년 후, 싱골은 후린으로부터 나우글라미르를 넘겨받는다. 싱골은 난쟁이들의 위대한 보물 나우글라미르와 요정들의 가장 위대한 작품 실마릴을 하나로 모으기로 결심했고, 이를 위해 노그로드에서 난쟁이 대장장이를 영입했다. 실마릴이 박힌 나우글라미르는 몹시 아름다웠지만, 이를 본 난쟁이들의 마음 속에는 탐욕이 생겨났고, 싱골은 나우글라미르를 걸치기도 전에 난쟁이들에게 살해당한다. 이후에 난쟁이들은 싱골의 보물을 약탈하고 나우글라미르를 훔친 후에 달아났다.
그 후에 난쟁이들은 도리아스를 침공했고, 베렌과 엔트의 군대가 난쟁이 군단을 무찔렀다. 베렌은 나우글라미르를 되찾았고, 이후에 나우글라미르는 루시엔이 착용하게 된다. 가장 아름다운 요정인 루시엔이 가장 아름다운 보석 실마릴이 박힌 목걸이를 착용하였을 때 그 아름다움은 너무나도 찬란하여 그녀가 살던 톨 갈렌 섬은 발리노르 동쪽에서 가장 아름다운 모습을 볼 수 있는 곳이 되었다. 하지만 보석으로 고양된 그녀의 아름다움은 인간의 땅이 견디기엔 너무 찬란했기 때문에 베렌과 루시엔의 종말을 재촉했다. 1년 뒤 그들은 동시에 생을 마감하였고, 유품인 나우글라미르는 그녀의 아들인 디오르 엘루킬에게 상속되었다.
엘론드와 아르웬은 엘로스의 후손인 아라고른과 마찬가지로 루시엔의 후손이었다.

## 저녁별아르웬과의 연관성
루시엔과 그녀의 고손녀인 아르웬은 서로 비슷한 운명을 살다가 죽었는데, 이는 루시엔의 삶과 행적을 아르웬에게 투영한 것으로 보인다. 그래서 둘 사이에는 상당한 유사성이 보인다.
- 루시엔은 마이아의 유일한 자손으로서, 아르웬은 반요정 영웅 가문의 고명딸로서 고귀하게 여겨진 존재였다.
- 아르웬은 루시엔의 후손 중 그녀를 가장 많이 닮았으며, 각자 제1시대와 제 3시대의 일루바타르의 자손 중 가장 아름답다고 칭송되었다.
- 루시엔이 새벽별보다 아름답다고 칭송된 반면, 아르웬은 요정들의 저녁별 운도미엘이라는 찬사를 받았다.
- 둘 모두 인간영웅과 사랑에 빠졌으며, 베렌과 루시엔의 나이 차이는 3300여살, 아라고른과 아르웬의 나이 차이는 2700여살로 매우 많았다.
- 루시엔과 아르웬 모두 고귀하게 여겨지는 존재였던 반면 베렌과 아라고른은 귀한 신분이였지만 작중에서는 비참한 상황이었다.
- 베렌과 아라고른 모두 루시엔과 아르웬의 아버지인 싱골과 엘론드로부터 혼인을 허락받기 위한 퀘스트를 받았다. 각각 실마릴을 가져오는 것, 사우론을 물리치고 곤도르의 왕으로 즉위하는 것으로, 거의 불가능한 것에 가까운 요구였다.
- 사랑을 위해서 요정들에게 부여된 불멸의 삶을 포기하고 필멸의 삶을 산 유이한 인물들이다.
- 루시엔의 탄생을 기점으로 가운데땅에 처음으로 피어났던 니프레딜과, 루시엔의 문장에 도안되어 있는 엘라노르는 아르웬의 죽음을 기점으로 더 이상 가운데땅에 피어나지 않았다.

## 톨킨의 무덤

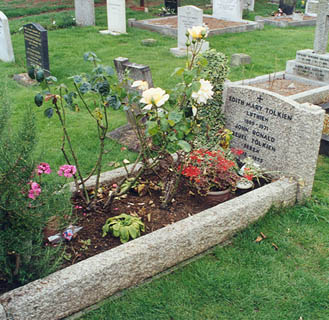
이디스와 톨킨의 무덤

이디스와 J.R.R 톨킨은 옥스포드 북부의 울버 코트 묘지에 있다. 그들의 묘비는 이디스와 루시엔, 톨킨과 베렌의 연관성을 보여준다. 

+
 Edith Mary Tolkien 
 Lúthien 
 1889–1971 
 John Ronald 
 Reuel Tolkien 
 Beren  
 1892–1973 